# Progress (hitomiの曲)
「Progress」（プログレス）は、1998年12月2日に発売されたhitomiの12枚目のシングル。発売元は、avex trax。規格品番はAVDD-20249。本体価格は1020円。

## 解説
- シチズン「xC」CMソングとTBS系テレビ『ワンダフル』エンディング・テーマのタイアップが付いている。

## 収録曲
1. Progress (4:41)
作詞：hitomi、作曲：hitomi、吉俣良、編曲：吉俣良
2. Flowers for Life (4:31)
作詞・作曲：hitomi、編曲：吉俣良
3. Progress（Instrumental） (4:41)
4. Flowers for Life（Instrumental） (4:31)

## 収録アルバム
- h (#1,2)
- peace (#1)